# Тарасовка (станция)
Тара́совка — железнодорожная станция Северо-Кавказской железной дороги в поселкеТарасовском Ростовской области. Имеет статус участковой станции.
Станция была открыта в 1871 году при пуске Воронежско-Ростовской железной дороги. В 1930-е годы принимала большей частью уголь и нефтепродукты, а отправляла, в основном, зерно и минерально-строительные материалы.

## Движение по станции
Через станцию осуществляется движение поездов пригородного сообщения.
| Пригородное    | Пригородное                  | Пригородное    | Пригородное                  |
| № поезда       | На Ростов                    | № поезда       | На Чертково                  |
| -------------- | ---------------------------- | -------------- | ---------------------------- |
| 6518/6616/6516 | Кутейниково — Ростов-Главный | 6515/6615/6517 | Ростов-Главный — Кутейниково |
| 6356/6160      | Шептуховка — Ростов-Главный  | 6359           | Глубокая — Шептуховка        |
| 6364/6158      | Кутейниково — Ростов-Главный | 6363/6365      | Лихая — Кутейниково          |